# Gov't Mule
Gov't Mule (Government Mule) és un grup de blues/rock nascut en principi en 1994 com un projecte a part de The Allman Brothers Band, però segueix activa encara. Com moltes "jam bands", és bastant coneguda en circuits de concerts perquè està contínuament de gira. En 1997, degut al fet que els Allman Brothers estaven parats discogràficament, Warren Haynes (veu i guitarra) i Allen Woody (baix) ho van deixar per a concentrar tot el seu temps en Gov't Mule, juntament amb el bateria Mat Abts. Amb la sobtada mort d'Allen Woody en l'any 2000, la banda va començar a comptar amb nombrosos baixistes convidats durant les seves gires, culminant amb l'eixida del seu segon disc d'estudi, gravat amb múltiple a la baixa. Finalment es van unir el teclat Danny Louis i el baixista Andy Hess, i els quatre continuen de gira i gravant discos de tant en tant.

## Discografia
- Gov't Mule (1995)
- Live from Roseland Ballroom (1996)
- Dose (1998)
- Live... With a Little Help from Our Friends (1999)
- Life Before Insanity (2000)
- The Deep End, Volume 1 (2001)
- The Deep End, Volume 2 (2002)
- The Deepest End, Live in Concert (2003)
- Deja Voodoo (2004)
- Mo' Voodoo (EP) (2005)
- High & Mighty (2006)
- Mighty High (2007)
- Holy Haunted House (2008)
- By a Thread (2009)
- Mulennium (2010)
- Dark Side of The Mule (2014)
- Sco-Mule (2015)
- Dub Side of the Mule (2015)
- Stoned Side of the Mule Vol. 1 & 2 (2015)
- The Tel-Star Sessions (2016)
- Revolution Come...Revolution Go (2017)
- Bring On the Music: Live from the Capitol Theatre (2019)
- Heavy Load Blues (2021)
- Peace... Like a River (2023)